# Gloria von Schönburg-Glauchau
Mariae Gloria Ferdinanda Joachima Josephine Wilhelmine Huberta Gräfin und Herrin von Schönburg-Glauchau (Stuttgart-Degerloch, 23 februari 1960) is een Duitse ondernemer. Ze bewoont het stamslot Slot Sankt Emmeram te Regensburg.

## Biografie
Schönburg-Glauchau is een lid van de grafelijke tak van de familie Schönburg en een dochter van journalist en lid van de Bondsdag Joachim von Schönburg-Glauchau (1929–1998) en diens eerste vrouw Beatrix gravin Széchényi von Sárvár und Felsővidék (1930). Ze trouwde in 1980 met Johannes von Thurn und Taxis (1926-1990), de 11e vorst van Thurn und Taxis en ze is de moeder van de huidige, 12e vorst, Albert von Thurn und Taxis. Na haar huwelijk en de geboorte van haar eerste kind was ze een veel geziene gast in het jetsetleven van haar tijd.
Na het overlijden van haar man werd zij beheerder van het familievermogen voor haar toen nog minderjarige zoon. Daarbij moest zij allereerst de erfrechten van 45 miljoen mark betalen. Daarna werd zij hoofd van de familieonderneming die onder andere private banken, veel onroerende goederen (waaronder verscheidene kastelen) en een bierbrouwerij omvat. Zij speelt, mede sinds haar bekering tot het rooms-katholicisme, een belangrijke rol in het kerkelijk en culturele leven van Regensburg.